# El Kanka
Juan Gómez Canca (Málaga, 9 de octubre de 1982), conocido artísticamente como el Kanka, es un cantautor, compositor y músico español. Desde que empezó su carrera en solitario en 2007 ha conseguido consagrarse como uno de los mejores figurantes de la nueva generación de cantautores de España. Su música es un punto de afluencia de diferentes estilos y colaboraciones con músicos como Roberto Iniesta, La Cabra Mecánica o Jorge Drexler, Silvana Estrada, entre otros.

## Biografía
Nació en Málaga en 1982. Completó el primer curso en los estudios superiores de economía, donde ya empieza a despuntar con la guitarra. Frustrado por no sentirse realizado interiormente, empieza a estudiar filosofía, al mismo tiempo que lo compagina con el estudio de guitarra en el conservatorio. Esto desemboca en la formación de su primer grupo, Doctor Desastre, que posteriormente se conocería como T de Trapo. Gracias a una beca Séneca y con un amorío por aliciente, se muda a Madrid. Una vez allí, empieza a impartir clases de guitarra en un colegio religioso. Es entonces cuando empieza a participar en diferentes certámenes, con gran éxito en Cantautores Ciudad de Elche, Cantigas de Mayo o Málaga Crea, convirtiéndose en unos de los artistas más laureados del territorio español.

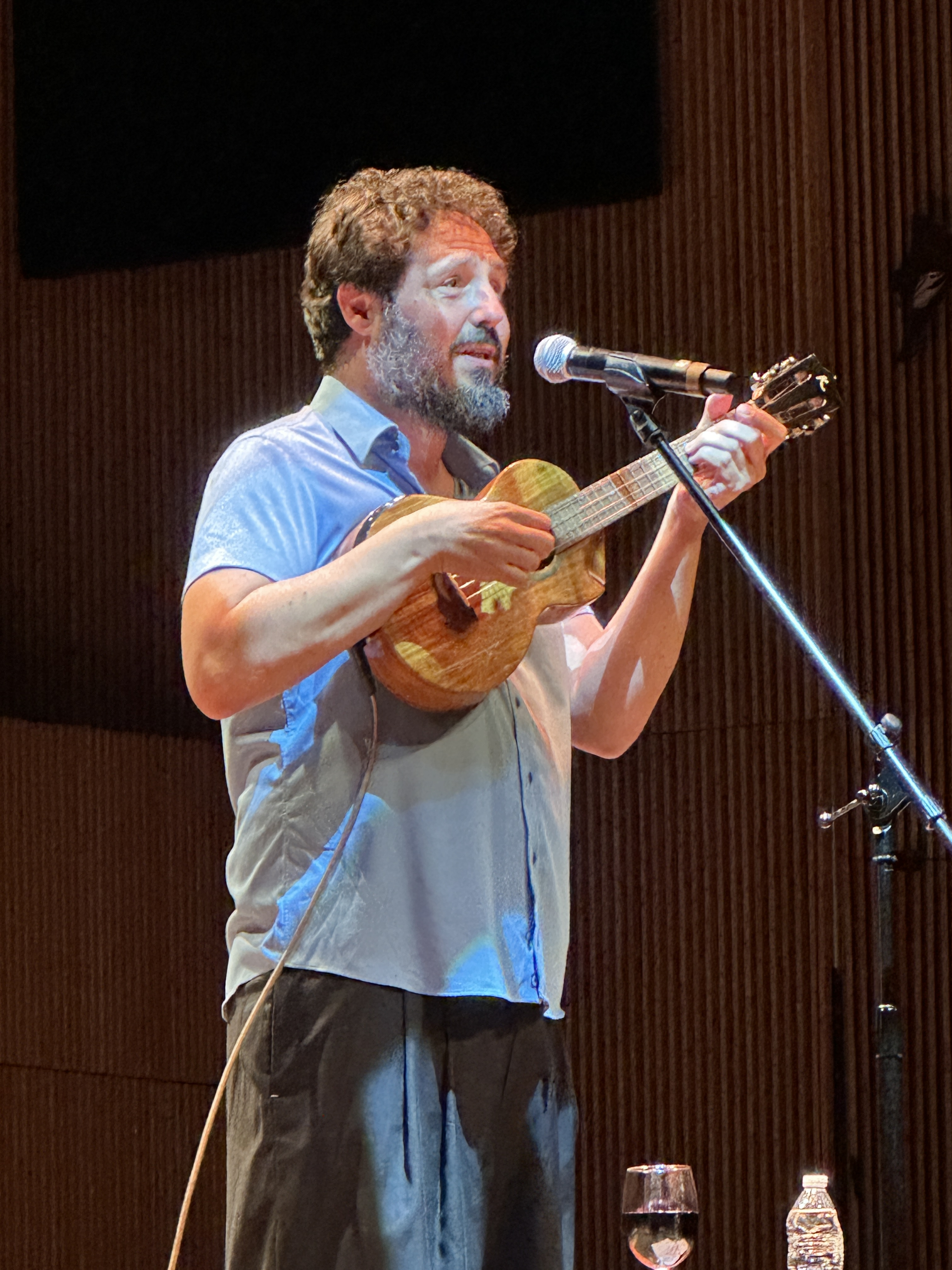
Presentación de El Kanka en el Cantoral, Ciudad de México, 28 de junio de 2025

### Primeros proyectos y álbumes
En 2011 lanza su primera maqueta Más triste es robar. Posteriormente, saldrían a la venta tres discos suyos: Lo mal que estoy y lo poco que me quejo (2013), El día de la suerte de Juan Gómez (2014) y De pana y rubí (2015). En febrero de 2017 y por primera vez a través de su propio sello lanzó el sencillo «Andalucía», un homenaje a su tierra natal que sirvió como adelanto de su cuarto trabajo, llamado El arte de saltar (2018), que se publicó a finales de febrero de 2018.

### Repercusión
Ha aparecido en medios de comunicación como El País o La 2,  así como en páginas webs colombianas, mexicanas y chilenas debido a la gira que llevó a cabo en estos países. Esta gira representa el fruto de sus más de diez años de experiencia de cara al público que acompañan al cantante malagueño.
Al estar incluido en la nueva generación de cantautores españoles, destaca su presencia en las redes sociales, sobre todo en YouTube, donde cuenta con más de 245 000 suscriptores y 50 000 000 visualizaciones, y en Spotify, con alrededor de un millón de oyentes mensuales y con más de veinte canciones que superan el millón de escuchas.

## Discografía
- Lo mal que estoy y lo poco que me quejo, abril de 2013.[11]
- El día de suerte de Juan Gómez, abril de 2014.[12]
- De pana y rubí, noviembre de 2015.[13]
- El arte de saltar, febrero de 2018.
- CanEpé, febrero de 2019.
- Cosas de los vivientes, enero de 2023.[14]

## Premios y reconocimientos
- 2010: primer premio del Certamen de Cantautores Ciudad de Melilla.[15]